# Mikroregion Jesenicko
Mikroregion Jesenicko besteht aus den Gemeinden Bělá pod Pradědem, Česká Ves, Jeseník, Lipová-lázně, Ostružná. Die Fläche beträgt 22430,4 ha, das entspricht 31,2 % der Fläche des okres Jeseník. 
Geographisch befindet sich diese Mikroregion seit dem 1. Januar 2000 im Kreis Olomouc im südlichen Teil grenzt es direkt an der Bezirksstadt Jeseník. Es zieht sich südwestlich bis zum Červenohorský sedlo (1.011 m ü. M.), über einen Teil des Hrubý Jeseník bis zum Malý Děd (1.355 m ü. M.). Am Süden grenzt er an den Ausläufern der Reichensteiner Gebirges und Zlatohorská vrchovina, nördlich bis zu Na Pomezí (576 m), der die Rychlebské hory trennt und die von da an Hornolipovská hornatina und Sokolský hřbet heißen. 
Diese Mikroregion befindet sich in einer kalten Gegend. Der immer wieder auch ausgiebige Regen beschert der Region hohe Wasserstände, hohe Schneemassen und lange Winter. Diese speisen die Flüsse Černý potok, Bělá, Staříč, Ramzovský potok und Hornolipovský potok. Das ganze Gebiet gehört zum geschützten Gebiet von Jeseníky. Der Waldbestand nimmt 70,2 % der Fläche von Jesenicko ein.